# 108
Évszázadok: 1. század – 2. század – 3. század
Évtizedek: 50-es évek – 60-as évek – 70-es évek – 80-as évek – 90-es évek – 100-as évek – 110-es évek – 120-as évek – 130-as évek – 140-es évek – 150-es évek
Évek: 103 – 104 – 105 – 106 –  107 – 108 – 109 – 110 – 111 – 112 – 113

## Események

### Római Birodalom
- Appius Annius Trebonius Gallust (helyettese júniustól P. Aelius Hadrianus, júliustól Q. Pompeius Falco) és Marcus Appius Braduát (helyettese M. Trebatius Priscus és M. Titius Lustricus Bruttianus) választják consulnak.
- Traianus császár a dák háborúban szerzett zsákmány terhére elindítja az alimenta szociális programot, amellyel szegény gyerekek élelmezését és oktatását fedezik.
- Traianus megkezdi az adamclisii csata helyszínén a Tropaeum Traiani emlékmű építését.
- A 12 éves keresztény Caesareai Hyacinthust hite miatt bebörtönzik és csak pogány isteneknek áldozott állatok húsát adják neki, amit nem hajlandó megenni és éhen hal.

## Halálozások
- Caesareai Hyacinthus, keresztény mártír

## Fordítás
- Ez a szócikk részben vagy egészben  a(z)   108 című német Wikipédia-szócikk ezen változatának fordításán alapul.  Az eredeti cikk szerkesztőit annak laptörténete sorolja fel. Ez a jelzés csupán a megfogalmazás eredetét és a szerzői jogokat jelzi, nem szolgál a cikkben szereplő információk forrásmegjelöléseként.